# Korea Baduk Association Championship
Il Korea Baduk Association Championship è una competizione goistica sudcoreana, organizzata dalla Hanguk Kiwon e sponsorizzata da Infobell, con una borsa di 50 milioni di won per il vincitore e di 20 milioni di won per l'altro finalista.

## Svolgimento

### Edizione 2022
La competizione prevede la partecipazione di 22 goisti sudcoreani ed è strutturata su tre fasi: un torneo preliminare, due leghe e le finali.
Al torneo preliminare partecipano 20 dei 22 partecipanti totali (i due goisti migliori accedono direttamente alle leghe), divisi in 5 gruppi di 4 goisti: i partecipanti a ciascun gruppo incontrano gli altri membri del gruppo finché non ottengono due sconfitte, e sono eliminati dal torneo, oppure due vittorie, e passano alla fase successiva. In totale, due membri per ciascun gruppo passano alle leghe.
Le due leghe comprendono sei goisti ciascuna: la testa di serie che non ha partecipato al torneo preliminare più cinque che hanno superato la prima fase. In ogni lega ciascun goista affronta tutti gli altri, per un totale di cinque incontri, al termine dei quali si stila la classifica di lega.
Alle finali accedono tutti i goisti: i due primi arrivati di ciascuna lega accedono alla finale 1º e 2º posto, i due secondi arrivati alla finale 3º e 4º posto, e così via, fino alla finale 11º e 12º; tutte le finali sono su partita secca, tranne quella 1º e 2º posto, che è al meglio delle cinque partite.

### Edizione 2023-24
La seconda edizione fa ampio uso di tornei a doppia eliminazione tra quattro partecipanti.
In questa edizione ci sono 32 partecipanti, che nel primo turno sono divisi in otto gruppi da 4, al termine dei quali passano 16 goisti.
Nel secondo turno si disputano quattro tornei a doppia eliminazione, da cui emergono otto vincitori.
Nel terzo turno due tornei a doppia eliminazione determinano quattro vincitori.
Nel quarto turno, i quattro goisti rimasti in gara si affrontano in un torneo a doppia eliminazione, che determina i due finalisti.
I due finalisti si affrontano al meglio dei cinque incontri.

## Albo d'oro
| Edizione | Anno | Vincitrice     | Punteggio | Finalista     |
| -------- | ---- | -------------- | --------- | ------------- |
| 1        | 2022 | Park Jung-hwan | 3-0       | Lee Dong-hoon |
| 2        | 2023 | Park Jung-hwan | 3-2       | Sul Hyun-jun  |